# Lamprotornis mevesii
El estornino de Meves (Lamprotornis mevesii) es una especie de ave de la familia Sturnidae, que se encuentra en Angola, Botsuana, Malaui, Mozambique, Namibia, Sudáfrica, Zambia y Zimbabue.

## Descripción
Posee una cola larga, al igual que la mayoría de las especies que integran el género Lamprotornis. Sus plumas son de un azul real que brilla con la luz, en la zona de la espalda el color es ceniciento claro, el pecho a menudo es violeta claro, el cuello de un azul metálico claro, mientras que la zona facial es casi negra, más oscura. Llega a medir 30 cm de largo y pesa de 56 a 77 g.

## Distribución geográfica y hábitat
Se encuentra en Angola, Zambia y Malaui hasta el sur de África, donde es común en el norte de Namibia, Botsuana y Mozambique, Zimbabue y el noreste de Sudáfrica, su rango de ocupación es de 759000 km². No se sabe cuál es la tendencia de su población, aunque no se cree que este disminuyendo como para acercarse a los umbrales de vulnerable. Por lo general, prefiere hábitats abiertos, estacionalmente inundados, con árboles dispersos como Mopane, Baobab, Ana-árbol, árbol de acacia, la espina del paraguas y Leadwood.

## Alimentación
Se alimenta principalmente de insectos complementado con frutas y flores, por lo que hace la mayor parte de su búsqueda de alimento en el suelo, a menudo la captura de presas es perturbada por grandes mamíferos como el elefante africano. Los siguientes alimentos se han registrado en su dieta: Insectos como escarabajos y termitas, frutas y flores como Faidherbia albida y Mespiliformis Diospyros.

## Comportamiento
El nido es construido por ambos sexos, utilizando materiales como materia vegetal muerta; que es normalmente colocado en cavidades de un árbol, a 1-4 metros sobre el suelo. Su periodo de reproducción es de noviembre a abril, la hembra pone entre tres y cinco huevos que son incubados exclusivamente por la hembra; este comportamiento ha sido observado también en cautiverio. Los polluelos son alimentados por ambos padres y dejan el nido después de unos 23 días.